# 2020년 하계 올림픽 중화인민공화국 선수단
2020년 하계 올림픽 중화인민공화국 선수단은 2021년 일본 도쿄에서 열린 2020년 하계 올림픽에 참가한 올림픽 중화인민공화국 선수단이다.
중국은 2020년 일본 도쿄 하계 올림픽에 참가했다. 원래 2020년 7월 24일부터 8월 9일까지 열릴 예정이었던 올림픽은 코로나19 범유행으로 인해 2021년 7월 23일부터 8월 8일로 연기되었다. 이번 하계 올림픽은 1952년 첫 대회 이후 중국의 11번째 하계 올림픽 출전이었다. 중국의 개막식 기수는 배구 선수 주팅과 태권도인 자오솨이이다. 올림픽 기간 동안 100m의 아시아 기록을 경신한 단거리 선수 수빙텐이 폐막식의 기수이다. 대표단은 야구(소프트볼), 핸드볼, 서핑을 제외한 모든 종목에 출전했다.
중국은 메달 88개(그 중 금메달 38개)로 대회를 마쳤다. 이는 지난 올림픽에서 메달 70개와 금메달 26개를 획득해 리오 게임의 종합 메달 순위에서 3위에서 2위로 올라선 것이다. 2022년 2월 18일, 영국 남자 계주 육상팀은 도핑 혐의로 메달을 박탈당했고, 이로 인해 중국 팀은 2020년 하계 올림픽에서 89번째 메달인 동메달을 획득했다.

## 출전 선수
| 종목           | 남자 | 여자 | 전체 |
| -------------- | ---- | ---- | ---- |
| 양궁           | 3    | 3    | 6    |
| 아티스틱스위밍 | —    | 8    | 8    |
| 육상           | 23   | 27   | 50   |
| 배드민턴       | 6    | 8    | 14   |
| 농구           | 4    | 16   | 20   |
| 복싱           | 3    | 3    | 6    |
| 카누           | 7    | 11   | 18   |
| 사이클         | 3    | 5    | 8    |
| 다이빙         | 5    | 5    | 10   |
| 승마           | 6    | 0    | 6    |
| 펜싱           | 5    | 7    | 12   |
| 하키           | 0    | 16   | 16   |
| 축구           | 0    | 18   | 18   |
| 골프           | 2    | 2    | 4    |
| 체조           | 8    | 13   | 21   |
| 유도           | 0    | 6    | 6    |
| 가라테         | 0    | 2    | 2    |
| 근대5종        | 2    | 2    | 4    |
| 조정           | 7    | 21   | 28   |
| 럭비           | 0    | 13   | 13   |
| 요트           | 5    | 7    | 12   |
| 사격           | 10   | 14   | 24   |
| 스케이트보드   | 0    | 2    | 2    |
| 스포츠클라이밍 | 1    | 1    | 2    |
| 수영           | 11   | 19   | 30   |
| 탁구           | 3    | 3    | 6    |
| 태권도         | 2    | 4    | 6    |
| 테니스         | 0    | 5    | 5    |
| 트라이애슬론   | 0    | 1    | 1    |
| 배구           | 0    | 16   | 16   |
| 수구           | 0    | 13   | 13   |
| 역도           | 4    | 4    | 8    |
| 레슬링         | 5    | 6    | 11   |
| 전체           | 125  | 281  | 406  |

## 같이 보기
- 올림픽 중화인민공화국 선수단

## 내용주
1. ↑  The allocated quota in Table tennis is 3 athletes, however there was a late replacement during the Games. In fact, 4 female athletes from China competed.